# Équipe du Canada de rugby à XV à la Coupe du monde 1999
L'équipe du Canada a été éliminée en poule lors de la Coupe du monde de rugby 1999, après avoir perdu deux matchs et en avoir remporté un.

## Résultats
- 2 octobre : France 33-20 Canada au Stade de la Méditerranée, Béziers

- 9 octobre : Fidji 38-22 Canada au Parc Lescure, Bordeaux

- 14 octobre : Canada 72-11 Namibie  au Stadium Municipal, Toulouse

|             | MJ | V | N | D | PP  | PC  | Pts |
| ----------- | -- | - | - | - | --- | --- | --- |
| France      | 3  | 3 | 0 | 0 | 108 | 52  | 9   |
| Fidji (bar) | 3  | 2 | 0 | 1 | 124 | 68  | 7   |
| Canada      | 3  | 1 | 0 | 2 | 114 | 82  | 5   |
| Namibie     | 3  | 0 | 0 | 3 | 42  | 186 | 3   |

Le Canada a inscrit 114 points : 12 essais, 12 transformations, 9 pénalités, 1 drop.

### Meilleurs marqueurs d'essais
1. Morgan Williams 3 essais
2. Kyle Nichols, Rod Snow, Winston Stanley 2 essais
3. Al Charron, Mike James, Bobby Ross 1 essai

### Meilleur réalisateur
1. Gareth Rees 49 points
2. Morgan Williams 15 points
3. Kyle Nichols, Bobby Ross, Rod Snow, Winston Stanley 10 points
4. Al Charron, Mike James 5 points

## Composition
Les joueurs ci-après ont joué pendant cette coupe du monde 1999.
Les noms en gras désignent les joueurs qui ont été titularisés le plus souvent.

### Première Ligne
- Richard Bice (1 match, 0 comme titulaire)
- Mark Cardinal (2 matchs, 1 comme titulaire)
- Pat Dunkley (3 matchs, 2 comme titulaire)
- Rod Snow (3 matchs, 3 comme titulaire, 2 essais)
- Jon Thiel (3 matchs, 3 comme titulaire)

### Deuxième Ligne
- Mike James (3 matchs, 3 comme titulaire, 1 essai)
- John Tait (3 matchs, 3 comme titulaire)

### Troisième Ligne
- Ryan Banks (2 matchs disputés, 0 comme titulaire)
- Dan Baugh (3 matchs, 3 comme titulaire)
- Al Charron (3 matchs, 3 comme titulaire, 1 essai)
- John Hutchinson (en) (3 matchs, 2 comme titulaire)
- Mike Schmid (en)  (3 matchs disputés, 0 comme titulaire)

### Demi de mêlée
- John Graf  (2 matchs disputés, 0 comme titulaire)
- Morgan Williams (3 matchs, 3 comme titulaire, 3 essais)

### Demi d’ouverture
- Gareth Rees (3 matchs, 3 comme titulaire, 1 fois capitaine, 11 transformations, 8 pénalités, 1 drop, 49 points)
- Bobby Ross (2 matchs, 0 comme titulaire, 1 essai, 1 transformation, 1 pénalité, 10 points)

### Trois quart centre
- Scott Bryan (3 matchs, 2 comme titulaire)
- Dave Lougheed (3 matchs, 3 comme titulaire)
- Kyle Nichols (2 matchs, 2 comme titulaire, 2 essais)

### Trois quart aile
- Joe Pagano (1 match, 1 comme titulaire)
- Courtney Smith (1 match, 1 comme titulaire)
- Winston Stanley (3 matchs, 3 comme titulaire, 2 essais)

### Arrière
- Scott Stewart (3 matchs, 3 comme titulaire)